# Musaeum Esotericum
Musaeum Esotericum – album polskiej grupy muzycznej Profanum. Wydawnictwo ukazało się w marcu 2001 roku nakładem wytwórni muzycznej Pagan Records.

## Lista utworów
Opracowano na podstawie materiału źródłowego.
1. "Ecce Deliquium Lunae – Atri Misanthropiae Floris" – 20:56
2. "Ecce Axis Mundi – Ars Magna Et Ultima" – 17:35

## Twórcy
Opracowano na podstawie materiału źródłowego.
- Profanum – muzyka, aranżacja, słowa, koncepcja, wykonanie
- Eliza – zdjęcia
- Tomasz Krajewski – oprawa graficzna

## Wydania
| Rok  | Nr katalogowy | Format      | Wytwórnia     | Region | Źródło |
| ---- | ------------- | ----------- | ------------- | ------ | ------ |
| 2001 | MOON CD 026   | CD, Album   | Pagan Records | Polska | [ 3 ]  |
| 2001 | MOON MC 036   | Cass, Album | Pagan Records | Polska | [ 3 ]  |